# 거마평로
거마평로(Geomapyeong-ro)는 전북특별자치도 전주시 완산구 삼천동 거마로사거리에서 전주시 완산구 효자동을 잇는 도로이다

## 주요 경유지
전북특별자치도
- 전주시 완산구 (삼천동 . 효자동)

## 노선
| 이름            | 접속 노선       | 소재지          | 소재지          | 소재지          | 비고                 |
| 난전들로와 직결 | 난전들로와 직결 | 난전들로와 직결 | 난전들로와 직결 | 난전들로와 직결 | 난전들로와 직결      |
| --------------- | --------------- | --------------- | --------------- | --------------- | -------------------- |
| 거마로사거리    | 장승배기로      | 전주시          | 완산구          | 삼천동          |                      |
| (완산소방서앞)  | 용리로          | 전주시          | 완산구          | 효자동          |                      |
| (이름없음)      | 용머리로        | 전주시          | 완산구          | 효자동          | 지방도 제716호선구간 |
| (이름없음)      | 서원로          | 전주시          | 완산구          | 효자동          | 지방도 제716호선구간 |

## 주요 시설및 건물
- 이디야커피 전주삼천제일점 (거마평로 6/삼천동1가 669-4)
- CU 전주삼천주공점 (거마평로 11/삼천동1가 767-2)
- 농협 전북지리산낙농농협 남전주지점 (거마평로 12/삼천동1가 669-2)
- SK텔레콤 T world PS&M대리점 삼천2호점 (거마평로 24/삼천동1가 660-1)
- 빽다방 잔주삼천흥건점 (거마평로 25/삼천동1가 삼천동1가 300-3)
- KT 다경 삼천점 (거마평로 26/삼천동1가 660)
- LG유플러스 삼천동 흥건아파트점 (거마평로 44/삼천동1가 638)
- SK에너지 핑크코끼리주유소 (거마평로 47/삼천동1가 287-15)
- 전주완산소방서 (거마평로 73/효자동1가 670)
- 전주풍남중학교 (거마평로 83/효자동1가 504-5)
- 미니스톱 전주삼천점 (거마평로 88/효자동1가 584-4)
- 전주효문초등학교 (거마평로 105/효자동1가 64-1)
- CU 전주상산타운점 (거마평로 121/효자동1가 652)
- 세븐일레븐 전주상산타운점 (거마평로 127/효자동1가 652)
- 상산고등학교 (거마평로 130/효자동1가 260)
- CU 전주상산고점 (거마평로 130/효자동1가 260)
- 아성다이소 전주효자점 (거마평로 151/효자동1가 440-4)
- GS25 전주기독병원점 (거마평로 187/효자동1가 518-58)
- 새마을금고 신전주새마을금고 효자지점 (거마평로 212/효자동1가 621-16)
- 전주서원우편취급국 (거마평로 218/효자동1가 607-10)
- 파리바게뜨 서전주점 (거마평로 219/효자동1가 361-3)
- HD현대오일뱅크 피더스이앤에스 완산충전소 (거마평로 223/효자동1가 362)
- 이마트24 전주효자거마점 (거마평로 224/효자동1가 607-14)